# FTBFS
FTBFS – angielski akronim rozwijany jako "Fails To Build From Source". Opisuje on sytuację, w której kodu źródłowego nie można skompilować do kodu maszynowego. Jest to powszechny problem w tworzeniu oprogramowania. W języku angielskim "FTBFS" jest zaliczane do slangu.

## Historia
Programiści Open Source zapoczątkowali używanie tego akronimu. Jest on często spotykany w raportach o błędach systemu Debian.